# US Sarre-Union
Union Sportive Sarre-Union là một đội bóng đá Pháp được thành lập vào năm 1924, có trụ sở tại thị trấn Sarre-Union. Sân vận động của họ là Stade Omnisports trong thị trấn.

## Lịch sử
Câu lạc bộ được thành lập vào năm 1924.
Sau chiến tranh, câu lạc bộ đã chơi ở Troisième Division Départementale và Demansème Division Départementale, hai bộ phận thấp nhất của bóng đá ở Alsace.
Kể từ mùa giải 2016-17, đội bóng chơi ở Championnat de France Amateur 2 bảng D.